# 地藏禅林 (北京)
地藏禅林，位于北京市西城区迎新街57号，是一座汉传佛教寺院，2010年拆除。

## 简介
迎新街的北段旧称“延旺庙街”，光绪《顺天府志》称为“阎王庙街”，该街因阎王庙而得名。地藏禅林就是俗称的“阎王庙”。中华民国时期，张相公庙所在的路段称“张相公胡同”。1965年张相公胡同和延旺庙街合并为“迎新街”。
地藏禅林位于迎新街57号。山门门额上有“古刹地藏禅林”刻字。清朝光绪三十二年（1906年），地藏庵为一座僧庙，住持法号信和，有两名仆役。民国十七年（1928年）调查时，地藏禅林在外四区延旺庙街29号，明朝创建，清朝顺治六年九月（1649年）重修，民国十年（1921年）再度重修，占地东西长10丈，南北宽7丈，房屋26间，法物主要有地藏王像，十殿阎君像，观音菩萨像，文昌帝君像，锡五供4堂，鼓1口，铁磬1口。民国二十五年（1936年）调查时，地藏禅林仍在延旺庙街29号，为私建，有地一亩，房屋30间，神像23尊，礼法器11件，石碑1座，槐树两棵。民国三十六年（1947年）调查时，此庙仍在延旺庙街29号，住持为发觉。
1936年调查时所见的石碑，到2010年仍然存在，已被推倒，嵌在院内地面中，碑首有龙凤图案浅浮雕，碑额题有“地藏菴碑”四个字。《北京图书馆藏中国历代石刻拓片汇编》记载了该石碑：“清嘉庆五年（1800年）四月刻，碑在北京宣武区南横街北延旺庙街。拓片碑身阳、阴均高120厘米，宽68厘米；额阳高21厘米，宽22厘米，阴高20厘米，宽16厘米。章守勋撰，正书，额篆书。阴刻立碑年月及题名。”
根据该碑记载，地藏庵是明朝嘉靖十九年（1540年）由僧人常寿创建，由王镇捐献寺址，刘顺捐资兴建。僧人常寿圆寂以后，其弟子惠香继任地藏庵住持，请兵部郎中吴俊撰文立碑。清朝乾隆五十七年（1792年）募款重修了地藏庵的前殿。嘉庆二年（1797年）又重修了后殿。嘉庆五年（1800年）立碑记录上述事宜。碑文中还写道：“前殿中奉地藏像，旁列十殿阎罗，位置仍其旧，故是庵一名阎王庙，今呼为延旺者，阎王之讹也。”
2010年，地藏禅林遭到拆除，地藏禅林的山门石额被博物馆收藏。